# Discografia dei Pretty Maids
La seguente è una discografia comprensiva del gruppo musicale danese Pretty Maids.

## Album

### Album in studio
| Anno | Titolo                                                                   | Classifiche | Classifiche | Classifiche | Classifiche | Classifiche |
| Anno | Titolo                                                                   | DNK         | GER         | SWE         | SWI         | US          |
| ---- | ------------------------------------------------------------------------ | ----------- | ----------- | ----------- | ----------- | ----------- |
| 1984 | Red, Hot and Heavy - Etichetta: Epic Records                             | –           | –           | –           | –           | –           |
| 1987 | Future World - Etichetta: Epic Records                                   | –           | 57          | 22          | –           | 165         |
| 1990 | Jump the Gun - Lethal Heroes negli Stati Uniti - Etichetta: Epic Records | –           | 35          | 39          | 20          | –           |
| 1992 | Sin-Decade - Etichetta: Epic Records                                     | –           | 62          | 50          | –           | –           |
| 1993 | Stripped - Etichetta: Epic Records                                       | –           | 85          | –           | –           | –           |
| 1994 | Scream - Etichetta: Massacre Records                                     | –           | 92          | –           | –           | –           |
| 1997 | Spooked - Etichetta: Massacre Records                                    | –           | 74          | –           | –           | –           |
| 1999 | Anything Worth Doing, Is Worth Overdoing - Etichetta: Massacre Records   | –           | 71          | –           | –           | –           |
| 2000 | Carpe Diem - Etichetta: Massacre Records                                 | –           | –           | –           | –           | –           |
| 2002 | Planet Panic - Etichetta: Massacre Records                               | 38          | –           | –           | –           | –           |
| 2006 | Wake up to the Real World - Etichetta: Frontiers Records                 | –           | –           | –           | –           | –           |
| 2010 | Pandemonium - Etichetta: Frontiers Records                               | 14          | 81          | 45          | 63          | –           |
| 2013 | Motherland - Etichetta: Frontiers Records                                | 13          | 71          | 22          | 29          | –           |
| 2014 | Louder Than Ever - Etichetta: Frontiers Records                          | 11          | 59          | –           | 52          | –           |

### Album dal vivo
| Anno | Titolo e dettagli dell'album                  | Classifiche | Classifiche | Classifiche | Classifiche | Classifiche |
| Anno | Titolo e dettagli dell'album                  | DNK         | GER         | SWE         | SWI         | US          |
| ---- | --------------------------------------------- | ----------- | ----------- | ----------- | ----------- | ----------- |
| 1995 | Screamin' Live - Etichetta: Epic Records      | –           | –           | –           | –           | –           |
| 2003 | Alive at Least - Etichetta: Massacre Records  | –           | –           | –           | –           | –           |
| 2012 | It Comes Alive - Etichetta: Frontiers Records | 23          | 81          | 46          | 37          | –           |

### Raccolte
| Anno | Titolo e dettagli dell'album                             |      |                                                         |
| ---- | -------------------------------------------------------- | ---- | ------------------------------------------------------- |
| Anno | Titolo e dettagli dell'album                             | 1998 | The Best of: Back to Back - Etichetta: Massacre Records |
| 1999 | First Cuts...And then Some - Etichetta: Massacre Records |      |                                                         |
| 2015 | Original Album Classics - Etichetta: Epic Records        |      |                                                         |

## Extended plays
- 1983 – Pretty Maids
- 1984 – Red, Hot and Heavy
- 1987 – Love Games
- 1990 – In Santa's Claws
- 1992 – Offside
- 1999 – Massacre Classix Shape Edition